# Poststraße 31 (Mönchengladbach)

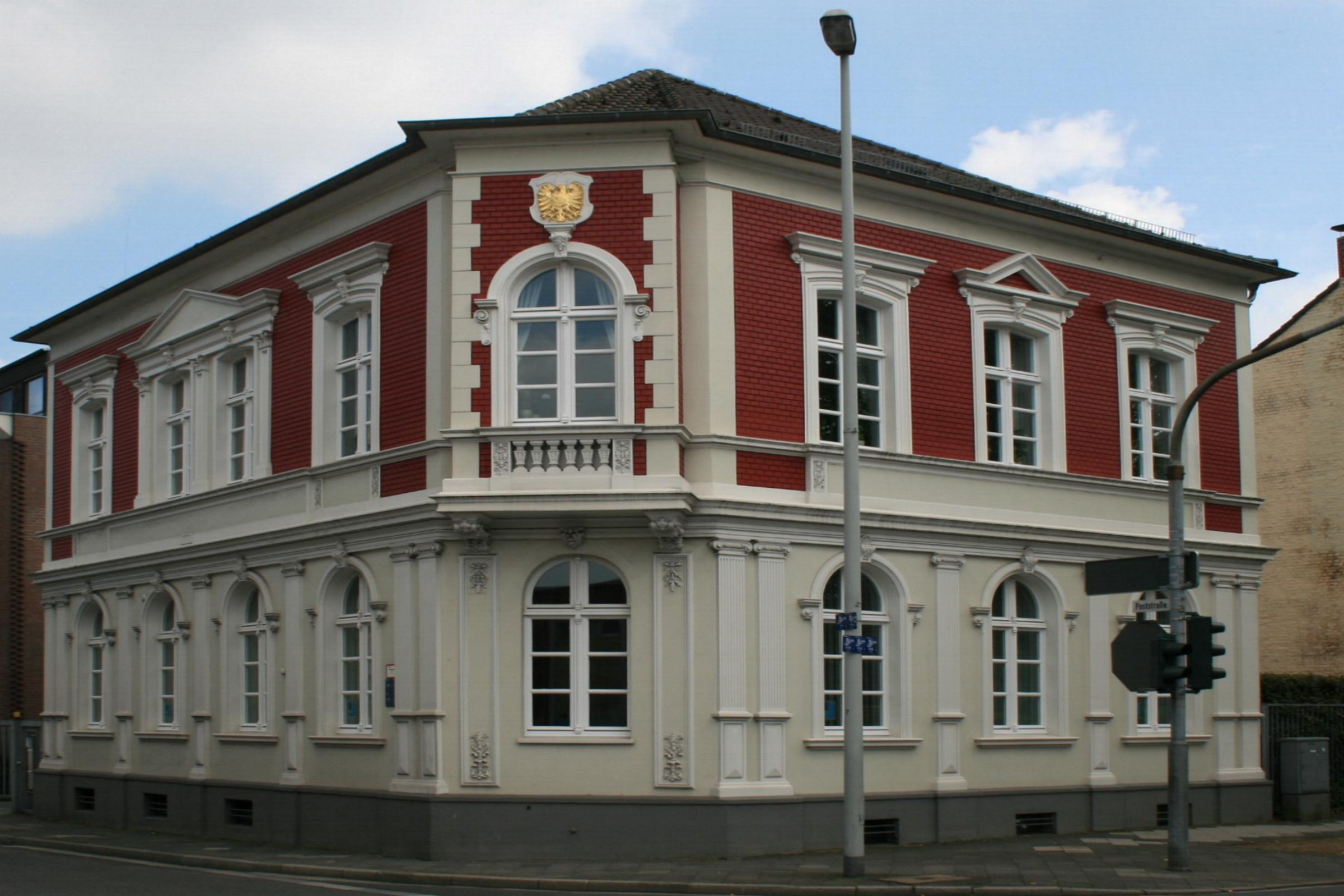
Ehemaliges Postgebäude (2010)

Das ehemalige Postgebäude Poststraße 31 steht im Stadtteil Wickrath in Mönchengladbach (Nordrhein-Westfalen).
Das Gebäude wurde um die Jahrhundertwende erbaut. Es wurde unter Nr. P 010 am 4. März 1992 in die Denkmalliste der Stadt Mönchengladbach eingetragen.

## Architektur
Es handelt sich um einen zweigeschossigen, klassizistischen Eckbau mit einem Walmdach. Die westliche Seite steht dreiachsig zur Trompeterallee, mit einer einachsigen abgeschrägten Ecke zwischen beiden Straßen. Das ehemalige Postgebäude ist bedeutend für die Geschichte der Menschen und des Stadtteils Wickrath. Für die Erhaltung liegen wissenschaftliche, städtebauliche und ortsgeschichtliche Gründe vor.